# Ordre de la Bravoure
L'Ordre de la Bravoure, en bulgare Орден „За храброст“ est une décoration des plus estimée et la seconde en ordre de préséance attribuée par le Royaume de Bulgarie puis par la République de Bulgarie. Il y eut une interruption entre 1946 et 2003.

## Création
L'ordre fut établi par décret du Prince Alexandre Ier de Bulgarie, le 1er janvier 1880 sur l'exemple de l'ordre du mérite militaire de Hesse.

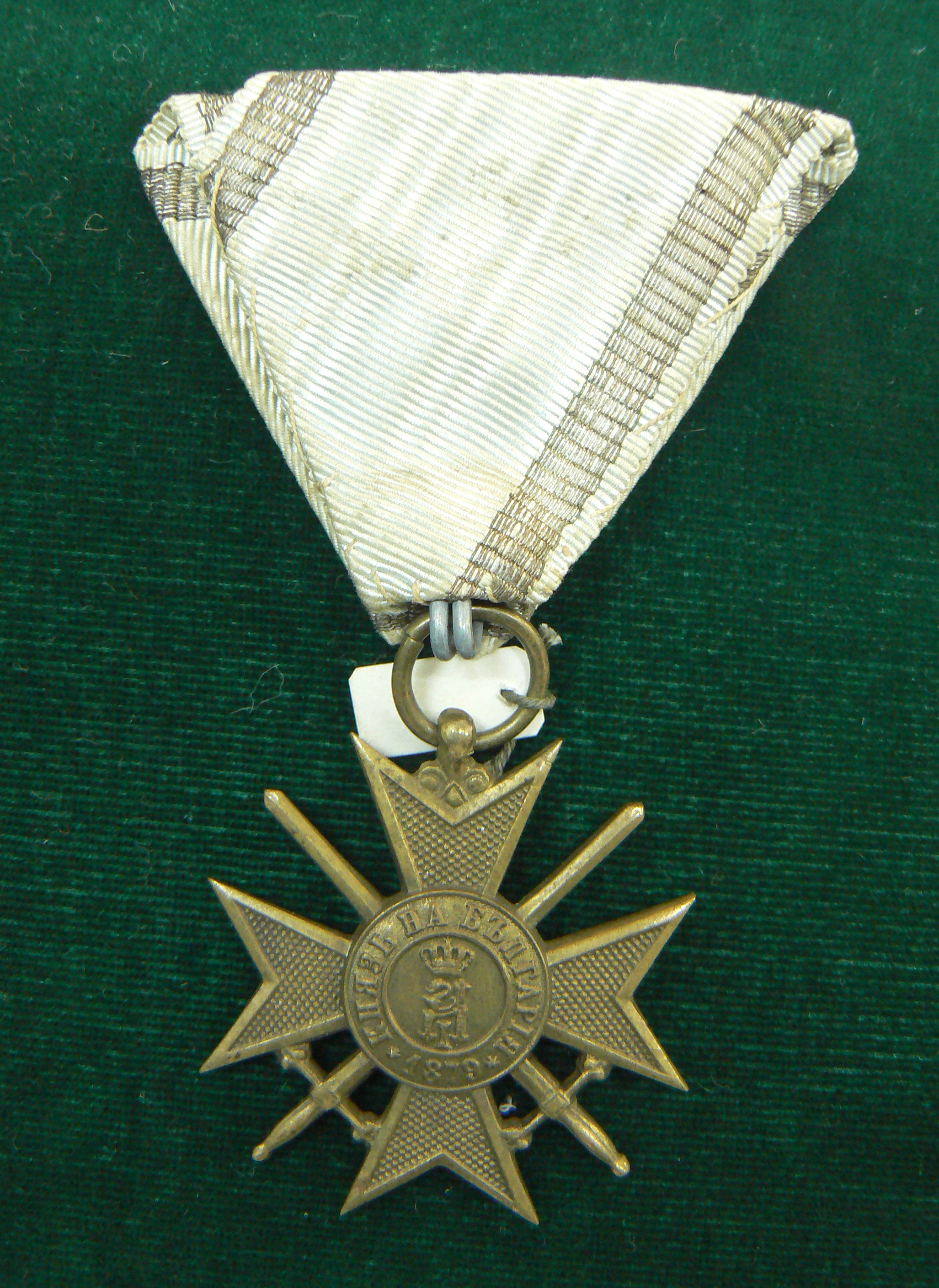
Médaille de 1915,
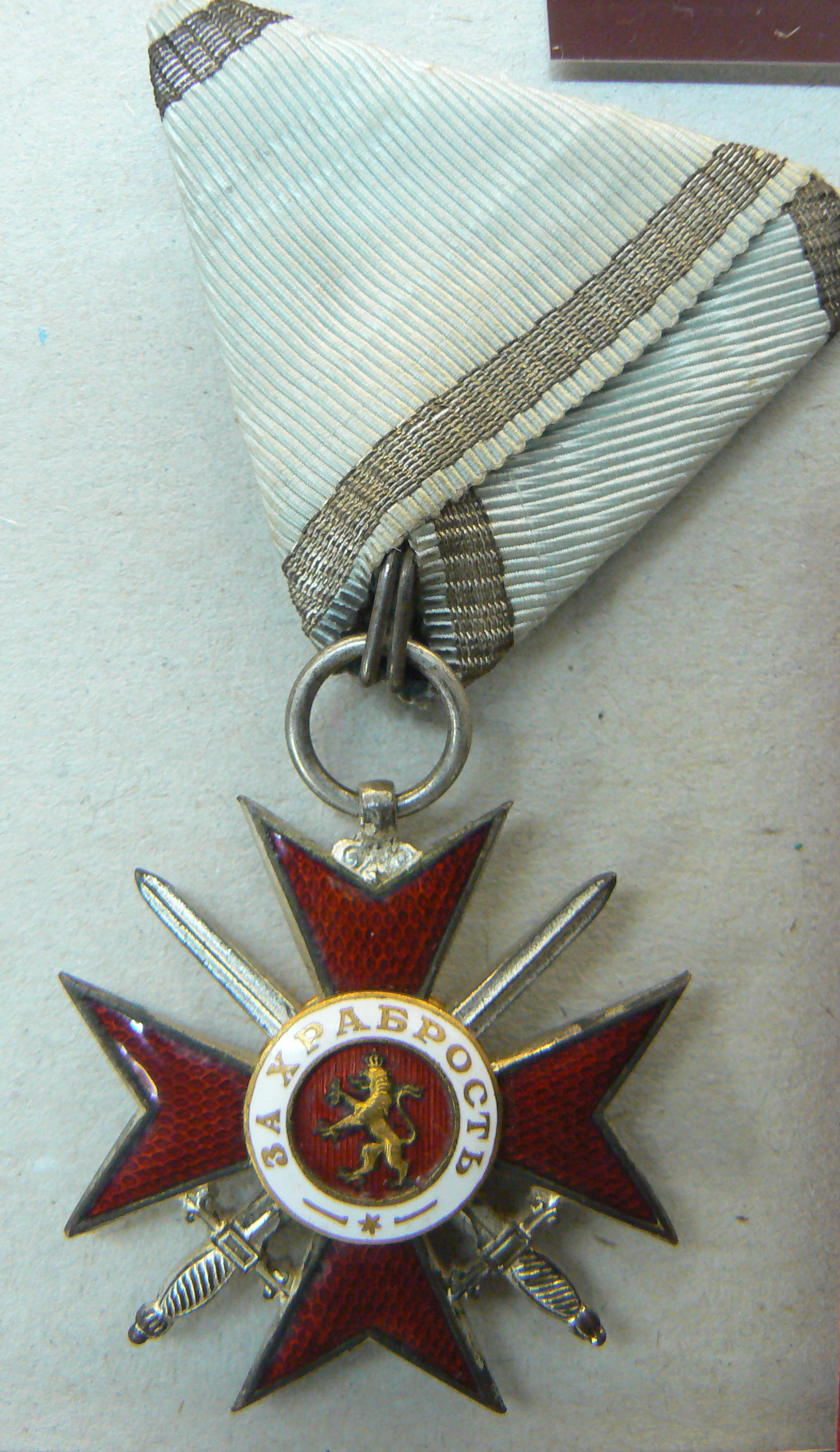
de 1945,
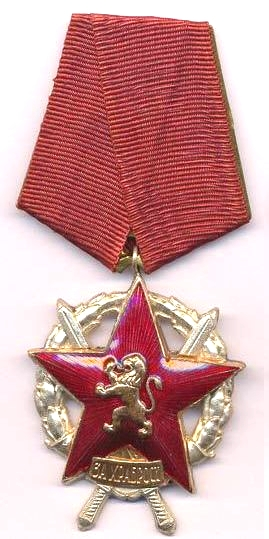
de 1948.